# نماز مغرب
نماز مغرب یا نماز شام چهارمین نماز (بر اساس زمان به جا آوردن) از پنج نماز روزانه مسلمانان است. این نماز سه رکعت است.

## وقت نماز مغرب
وقت به جا آوردن نماز مغرب از زمانی است که سرخی از طرف مشرق در آسمان پدیدار شود و از بالای سر انسان بگذرد تا اذان عشا است. پایان این وقت در نزد شیعیان نیمه شب می‌باشد، البته باید زمانی برای به جا آوردن نماز عشاء تا نیمه شب باقی‌مانده باشد.

## نگارخانه

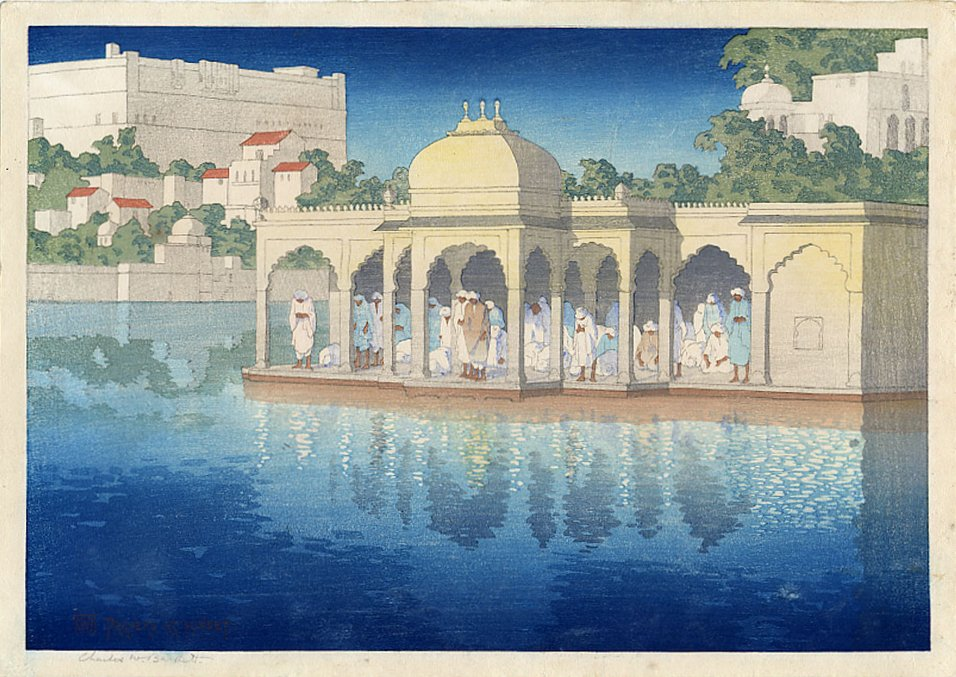
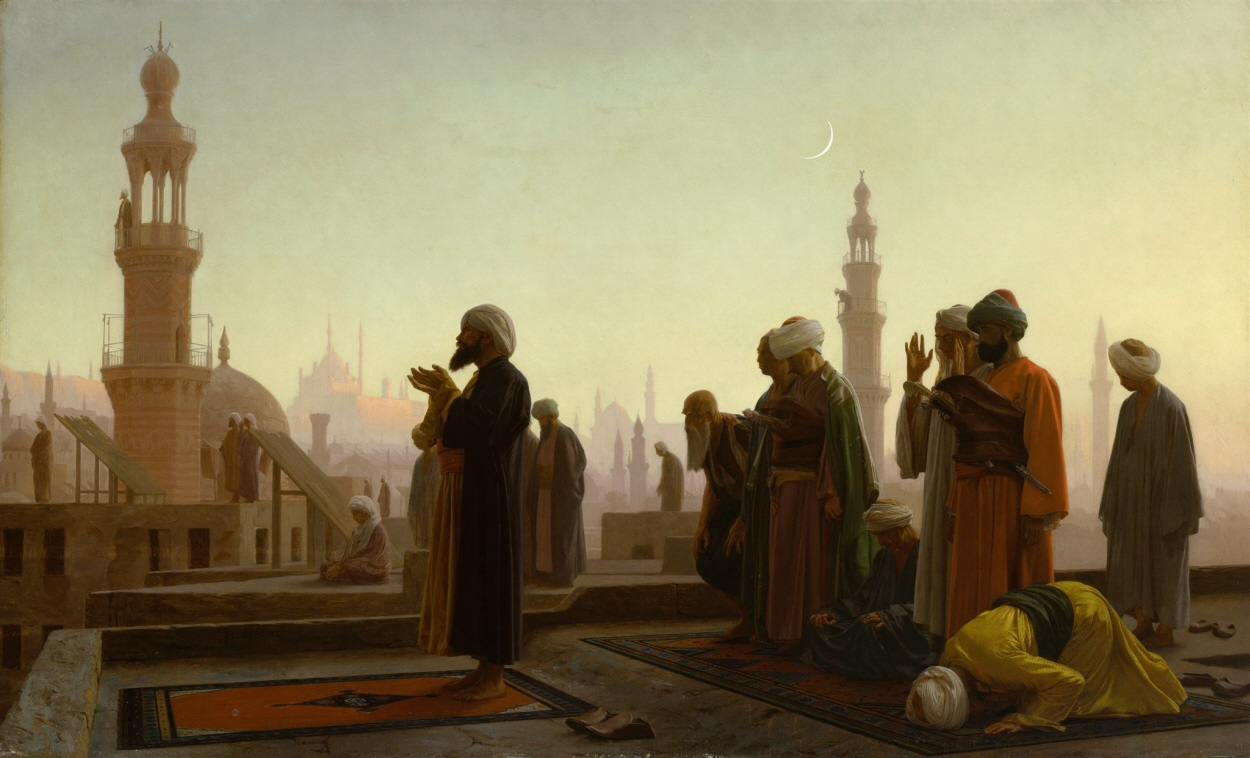